# 东上卫砖塔
东上卫砖塔，位于山西省临汾市翼城县中卫乡东上卫村东南村外。
东上卫砖塔是一座清代实心砖塔，高9米，直径1.8米，三级密檐式。基座石砌方形。 
1987年8月20日，东上卫砖塔公布为翼城县文物保护单位。